# Brice Mackaya
Brice Mackaya est un footballeur international gabonais des années 1990. Il participe aux Coupes d'Afrique des nations 1994 et 1996 avec l'équipe du Gabon, compétition où il inscrit deux buts. 
Il est actuellement l'un des deux sélectionneurs des moins de 17 ans de la sélection gabonaise.

## Buts en sélection
| Buts en sélection de Brice Mackaya | Buts en sélection de Brice Mackaya | Buts en sélection de Brice Mackaya | Buts en sélection de Brice Mackaya | Buts en sélection de Brice Mackaya | Buts en sélection de Brice Mackaya | Buts en sélection de Brice Mackaya                           |
|                                    | Date                               | Lieu                               | Adversaire                         | Score                              | Résultat                           | Compétition                                                  |
| ---------------------------------- | ---------------------------------- | ---------------------------------- | ---------------------------------- | ---------------------------------- | ---------------------------------- | ------------------------------------------------------------ |
| 1.                                 | 13 novembre 1994                   | Libreville (Gabon)                 | Maurice                            | 3-0 (1 but à 64e)                  | 3-0                                | Coupe d'Afrique des nations de football 1996 (éliminatoires) |
| 2.                                 | 4 juin 1995                        | Port-Louis (Maurice)               | Maurice                            | 1-0 (1 but à 42e)                  | 3-0                                | Coupe d'Afrique des nations de football 1996 (éliminatoires) |
| 3.                                 | 22 décembre 1995                   | Ouagadougou (Burkina Faso)         | Burkina Faso                       | 5-2 (1 but à 51e)                  | 5-2                                | Match amical                                                 |
| 4.                                 | 19 janvier 1996                    | Durban (Afrique du Sud)            | Zaïre                              | 1-0 (1 but à 21e sur penalty)      | 2-0                                | CAN 1996 (1er tour)                                          |
| 5.                                 | 28 janvier 1996                    | Durban (Afrique du Sud)            | Tunisie                            | 1-1 (1 but à 16e)                  | 1-1 tab 1-4                        | CAN 1996 (quart-de-finale)                                   |
| 6.                                 | 16 juin 1996                       | Libreville (Gabon)                 | Eswatini                           | 1-0 (1 but à 28e)                  | 2-0                                | Coupe du monde de football de 1998 (éliminatoires)           |